# Bulbophyllum aristatum
Bulbophyllum aristatum é uma espécie de orquídea (família Orchidaceae) pertencente ao gênero Bulbophyllum. Foi descrita por Heinrich Gustav Reichenbach e William Botting Hemsley em 1884.